# Capilla de Chupan

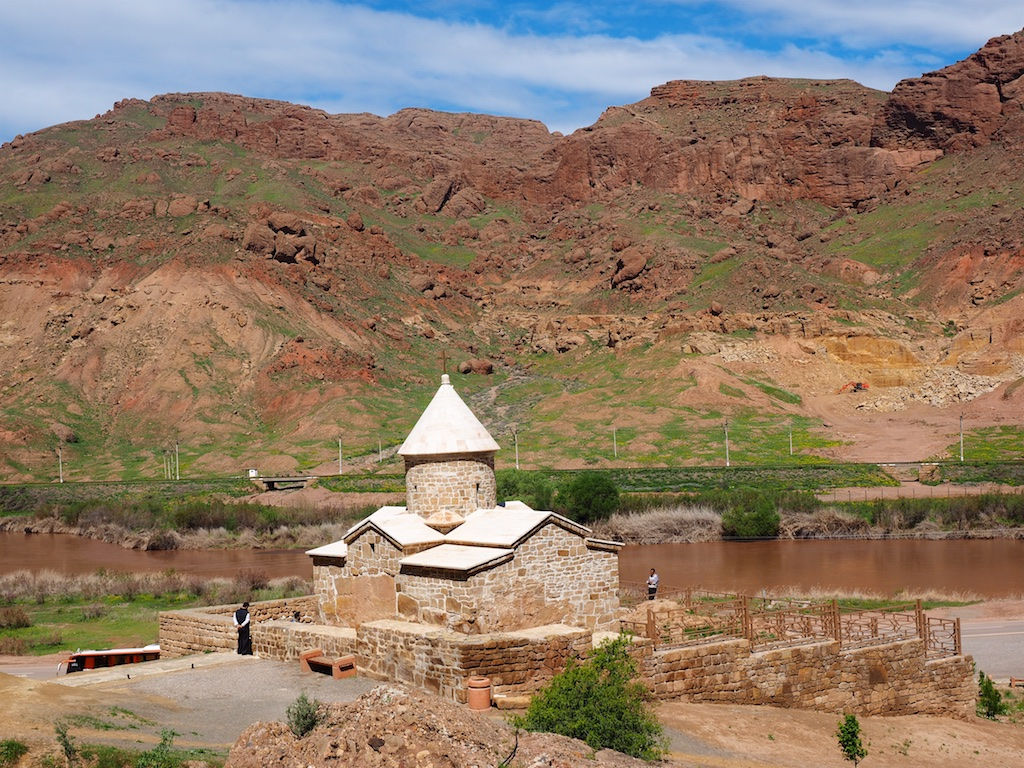
Capilla de Chupan en la provincia de Jolfa, Irán vista desde el sur. La República Autónoma de Nakhchivan es visible a través del valle del río Aras.

La capilla de Chupan es una pequeña e histórica iglesia armenia ubicada en un valle montañoso al oeste de Jolfa, cerca del río Aras en la provincia de Azerbaiyán Oriental, Irán. Fue construida en el siglo XVI y reconstruida en 1836. Forma parte del listado de sitios del Patrimonio Mundial de la UNESCO del "Conjunto Monástico de Armenia" en Irán.